# Bydgoski Klub Wioślarek

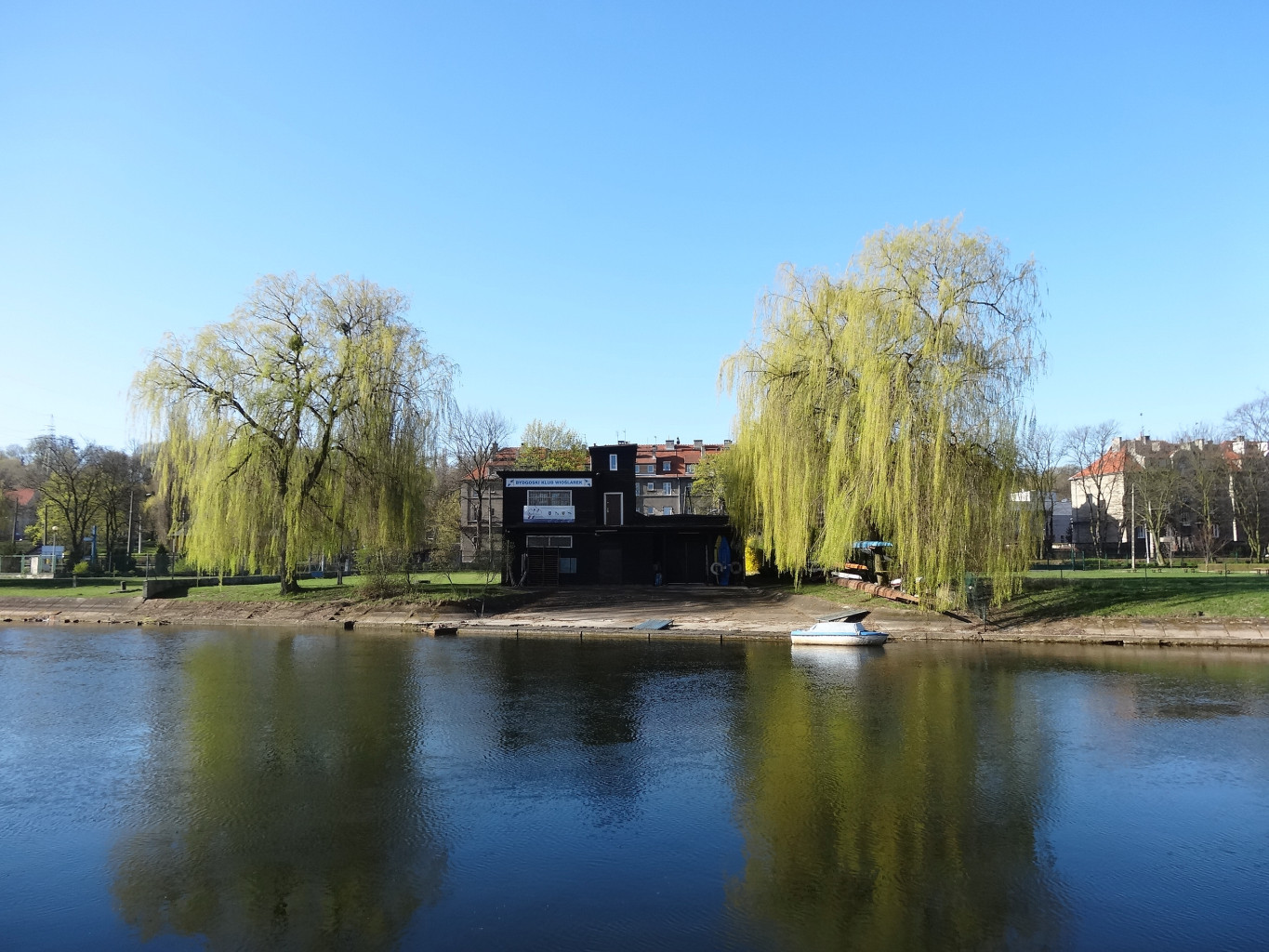
Przystań wiosną

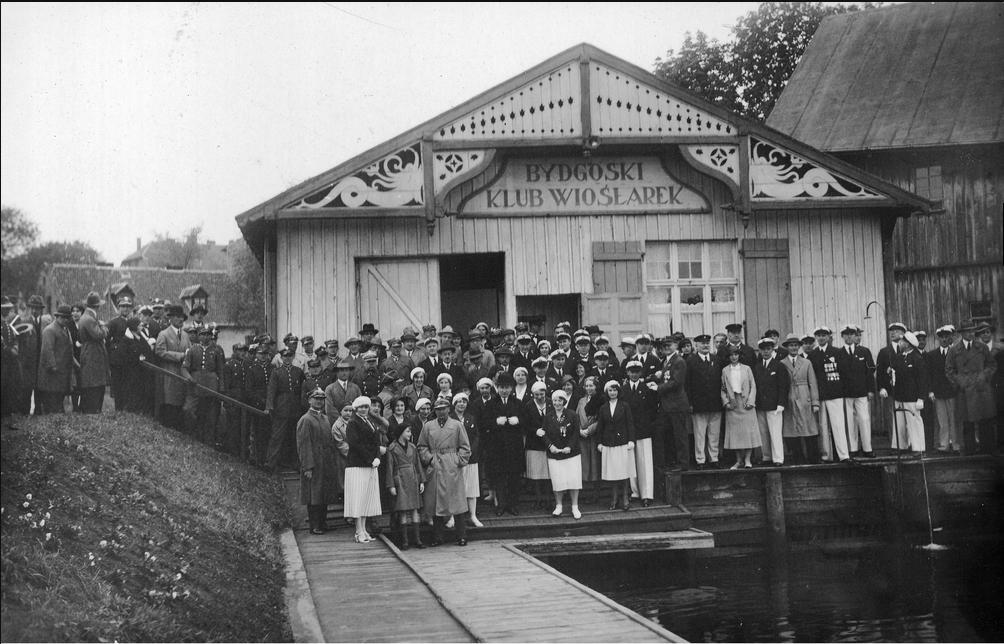
Zawodniczki w 1932 roku przed ówczesną przystanią

Bydgoski Klub Wioślarek – klub sportowy założony w 25 stycznia 1926 roku w Bydgoszczy. W tamtych czasach jeden z niewielu żeńskich klubów wioślarskich. Obecnie jedyny klub w Polsce, który zrzesza same wioślarki.

## Charakterystyka
Bydgoski Klub Wioślarek jest jednosekcyjnym klubem sportowym, istniejącym od 1926 roku z siedzibą w zabytkowej przystani przy ul. Babia Wieś, Przystań Wioślarska 3 w Bydgoszczy. W 2016 był jedynym klubem wioślarskim skupiającym wyłącznie kobiety. W klubie trenuje około 40 zawodniczek od młodziczek po seniorki. Zawodniczki rekrutują się m.in. z klas sportowych w XI LO (ul. Cicha) w Bydgoszczy.
Z klubem współpracuje UKS „Bekawianka” przy Szkole Podstawowej nr 63 przy ul. Goszczyńskiego 3 w Bydgoszczy.

## Historia

### Okres przedwojenny
Klub powstał z inicjatywy bydgoszczanki Błoch-Szapańskiej w dniu 19 września 1926 roku. Inicjatywę tą poparło Bydgoskie Towarzystwo Wioślarskie. Znaczny udział w tworzeniu BKW miał również redaktor „Sportu Pomorskiego” Wojciech Albrycht. Klub pierwotnie miał być częścią Bydgoskiego Towarzystwa Wioślarskiego, ale w odpowiedzi na spore zainteresowanie mieszkanek Bydgoszczy naborem do żeńskiej sekcji klubu (na pierwsze spotkanie przybyły 82 kobiety), powzięto decyzję o utworzeniu odrębnej jednostki. Jest to drugi powstały w Polsce żeński klub wioślarski (po Warszawie). Bydgoskie wioślarki – wespół z wioślarkami Warszawskiego Klubu Wioślarek – wywalczyły na sejmiku PZTW w 1930 roku prawo udaiału w regatach związkowych i walki o tytuły Mistrzyń Polski. W 1927 działalność klubu poszerzono o sekcje: pływacką (czynna do 1933) i szermierczą, a w latach 30 także o sekcję sportów zimowych i tenisa stołowego. Początkowo klub liczył 68 członkiń, mając do dyspozycji 3 łodzie.
Przez pierwszą dekadę istnienia klub korzystał ze stanicy Państwowej Szkoły Rolniczej obok mostu Bernardyńskiego. W 1934 klub otrzymał od miasta w wieczystą dzierżawę plac nad Brdą, na którym dzięki ofiarności wielu osób i instytucji w 1936 wybudowano przystań wioślarską. Służy ona klubowi do dziś, a jej forma zewnętrzna zachowała zabytkowy charakter.
Przez cały okres międzywojenny wioślarki startowały tylko na czwórkach ze sternikiem oraz jedynkach, na dystansie nie przekraczającym 1200 m, co dopuszczały wyłącznie dla osad żeńskich przepisy PZTW. W latach 30. XX w. klub wyrósł na potęgę w polskim wioślarstwie kobiecym, plasując się na pierwszym, bądź drugim miejscu w zespołowej klasyfikacji klubowej w Polsce. Pierwszy medal mistrzostw Polski (srebrny) uzyskała w 1931 czwórka półwyścigowa, a pierwsze złoto – czwórka wyścigowa w 1932. W okresie 1927–1939 reprezentantki BKW zdobyły cztery tytuły mistrzyń Polski, siedem razy były wicemistrzyniami, a jeden raz wywalczyły trzecie miejsce. Najlepszymi sezonami dla BKW były lata: 1936 i 1938, kiedy to zajął w tabeli punktacyjnej klubów polskich pierwsze miejsce, wyprzedzając Warszawski Klub Wioślarek i inne żeńskie kluby i sekcje. Latem 1939 w Wioślarskich Mistrzostwach Polski czwórka ze sternikiem w składzie: Klara Bukowska-Musiał, Irena Gordon, Zofia Zaremba-Kocon, Krystyna Treuchel i sternik Irmina Molska-Schillakowa, zdobyła kolejny tytuł mistrzyń Polski.
W okresie międzywojennym bydgoskie wioślarki brały udział we wszystkich imprezach rangi mistrzostw Polski (na każdym z zawodów zdobywając medale), a także w regatach międzyklubowych, międzynarodowych oraz propagandowych (57 startów). 29 startów miała miejsce na torze regatowym w Bydgoszczy, który był wówczas czołowym obiektem wioślarskim w kraju. Rozgrywano także regaty w Gdańsku, Grudziądzu, Kruszwicy, Poznaniu, Toruniu, Warszawie i Włocławku.
Współtwórcami sukcesów bydgoskich zawodniczek byli trenerzy: Stefan Siemiątkowski – członek BTW i późniejszy prezes Bydgoskiego Komitetu Towarzystw Wioślarskich oraz Hieronim Cybulski i Franciszek Brzeziński.
Najwybitniejszymi zawodniczkami BKW okresu międzywojennego były: Irena Molska, F. Leśniewska i M. Świetlik.
W czasie okupacji hitlerowskiej wioślarki włączyły się do pracy konspiracyjnej. Dwie zginęły w niemieckich obozach zagłady, a kolejne dwie straciły życie z rąk gestapo. Czołowa zawodniczka BKW Irma Molska była natomiast łączniczką Armii Krajowej i w takiej roli brała udział w powstaniu warszawskim.

### Okres powojenny
Po wyzwoleniu Bydgoszczy w styczniu 1945 wioślarstwo kobiece odbudowano przy Bydgoskim Towarzystwie Wioślarskim. Jako członkinie BTW przechodziły wraz z tym klubem liczne reorganizacje, m.in. okres tzw. sportu zrzeszeniowego w latach 1949-1956. Po przełomie październikowym w 1956 zawodniczki utworzyły samodzielny Bydgoski Klub Wioślarek. Na czele klubu stanęła Jadwiga Maciejewska – pierwszy prezes BKW z 1927. Klub odzyskał również własną przystań, zajętą w latach 1945-1948 przez BKS Wodnik.
Po II wojnie światowej rozszerzył się zakres konkurencji, w jakiej mogły startować kobiety. Oprócz czwórek ze sternikiem, mogły startować na jedynkach, a od 1949 w dwójkach podwójnych ze sternikiem oraz ósemkach (najbardziej prestiżowej wioślarskiej konkurencji). Najczęściej dystans zawodów wynosił 1000, 1500 i 2000 metrów. Jednakże klub nadal specjalizował się w przygotowywaniu kobiecych załóg czwórki ze sternikiem, które w latach 1945, 1946, 1948 i 1972 wywalczyły tytuły mistrzyń Polski.
W latach 1946–1996 zawodniczki BKW startowały w zawodach organizowanych przez Okręgowy Związek Towarzystw Wioślarskich (72 regaty), w zawodach o randze mistrzostw Polski, ogólnopolskich spartakiadach młodzieży i ogólnopolskich olimpiadach młodzieży (57 regat) oraz zawodach z udziałem osad zagranicznych (51 regat). Najczęściej startowano w 1975 roku (16 występów). Ponad 40% regat na polskich torach, w których startowały zawodniczki BKW w latach 1946-1996 odbyła się na torze regatowym w Bydgoszczy, a ponadto 17% na torze Malta w Poznaniu. W zawodach zagranicznych zawodniczki BKW startowały 28 razy, w tym połowa startów odbyła się w Niemczech. W latach 1946–1996 wioślarki BKW zdobyły 92 medale w regatach krajowych i międzynarodowych rangi mistrzostw świata oraz mistrzostw Polski. Największe sukcesy odnoszono w latach 60. XX w., kiedy medale złote stanowiły 70% wszystkich zdobytych przez BKW.
Najwybitniejszymi zawodniczkami BKW w latach 90. były: Katarzyna Weinrauder oraz Agnieszka Tomczak (od 1992 w Bydgostii Bydgoszcz). Sukcesy współtworzyło w okresie powojennym ośmiu trenerów, w tym najdłużej (1975-1995) Eugeniusz Nowicki. W 2016 Joanna Kocikowska i Paulina Grzella zostały wicemistrzyniami Europy juniorek.

### Nazwy
- 1926-1939 – Bydgoski Klub Wioślarek
- 1945 – Bydgoski Klub Sportowy-sekcja wioślarstwa kobiecego
- 1945-1949 – Bydgoskie Towarzystwo Wioślarskie-sekcja wioślarstwa kobiecego
- 1949-1951 – ZS Związkowiec-sekcja wioślarstwa kobiecego
- 1951-1957 – ZS Stal-sekcja wioślarstwa kobiecego
- od 1957 – Bydgoski Klub Wioślarek

### Prezeski
W okresie międzywojennym klubem kierowały m.in. Jadwiga Maciejewska, Jadwiga Czajowska, Alicja Klikowicz. Po II wojnie światowej prezeskami klubu były m.in.: Jadwiga Maciejewska (od 1957), Irma Molska-Schillak (od 1966), Gertruda Zylińska (od 1976), Alina Chojnacka. Większość działaczek było jednocześnie czynnymi zawodniczkami.

## Baza sportowa

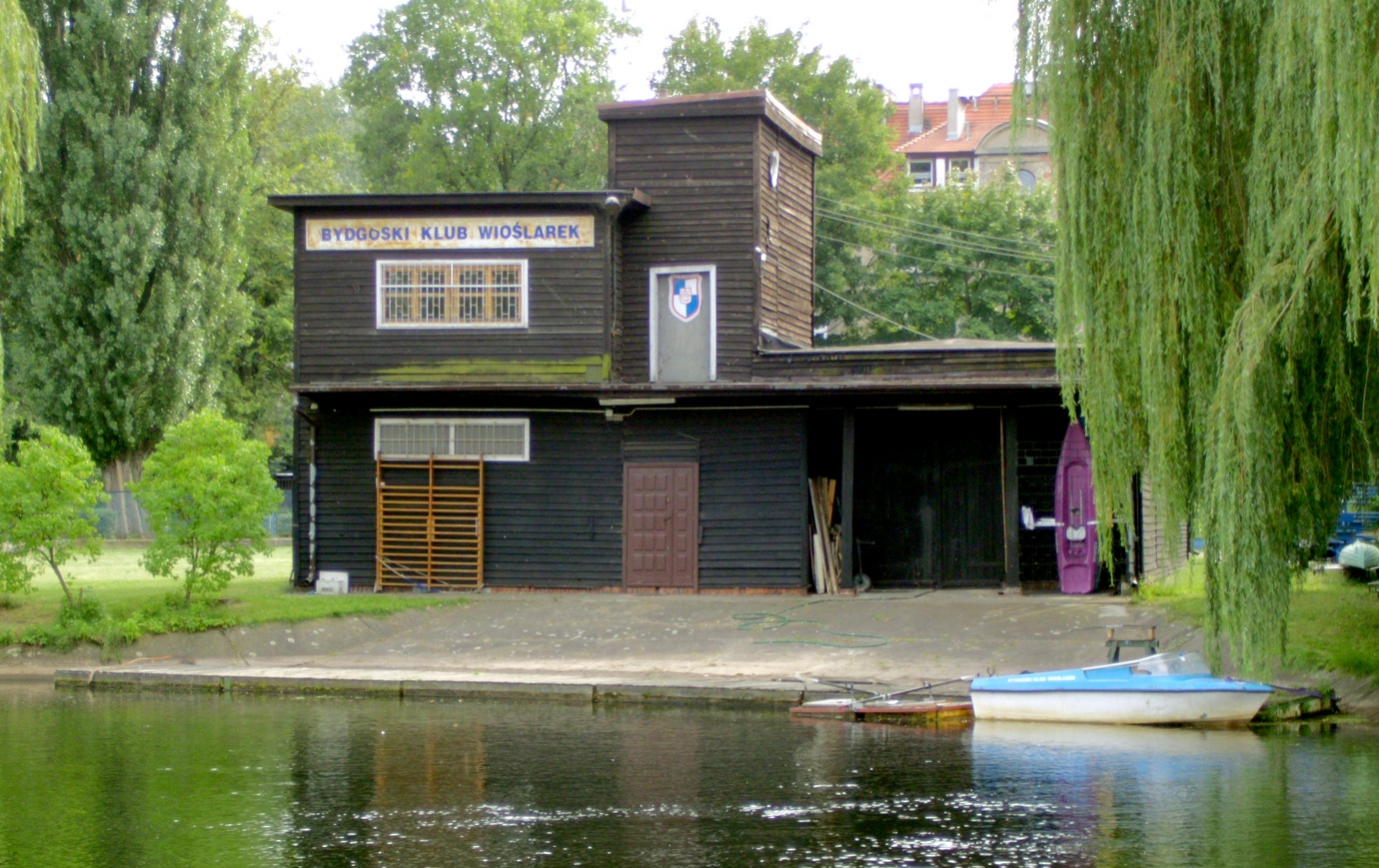
Przystań Bydgoskiego Klubu Wioślarek, istniejąca od 1936

W latach 1927–1934 klub korzystał z użyczonego przez Państwową Szkołę Rolniczą szałasu wioślarskiego obok mostu Bernardyńskiego. 12 czerwca 1927 uroczyście oddano przystań do użytku. Flagę klubową podniósł prezydent miasta Bernard Śliwiński. W 1934 Zarząd Miasta przekazał klubowi teren 0,22 ha do zagospodarowania w tzw. „dzielnicy wioślarzy” obok przystani Pocztowego Przysposobienia Wojskowego. Budowę przystani zrealizowano w latach 1935-1936 dzięki zdobytym funduszom z balów dobroczynnych i cegiełek (11 tys. zł). Budowę wsparły także m.in. gen. Wiktor Thommée (500 zł); Fundusz Pracy w Poznaniu (2000 zł), banki, Komisariat RP w Wolnym Mieście Gdańsku, Konsulat Polski w Pile, zaprzyjaźnione kluby sportowe: Warszawski Klub Wioślarek (500 zł), KKW Wisła Grudziądz, Sokół Warszawa, Warszawskie Towarzystwo Wioślarskie, Ognisko w Skarżysku. 20 czerwca 1937 roku odbyła się uroczystość poświęcenia ukończonej budowy przystani BKW w obecności licznie zgromadzonych gości, m.in. przedstawicieli bydgoskich klubów wioślarskich, BKTW, magistratu oraz wojska (gen. Wiktor Thommée i gen. Stanisław Grzmot-Skotnicki). W 1945 przystań przejął BKS Wodnik prowadzący sekcję kajakową. W wyniku wyroku Sądu Grodzkiego w Bydgoszczy z dnia 19 sierpnia 1948 BKW odzyskało swoją siedzibę, którą wykorzystywano po usamodzielnieniu klubu w 1957, aż do dziś. 19 listopada 1993 przystań wpisano do wojewódzkiego rejestru zabytków pod nr A/1103.

## Sukcesy
Bydgoski Klub Wioślarek, jedyny w Polsce żeński klub sportowy, przez cały okres swojego istnienia odnosił sukcesy sportowe: zarówno w okresie międzywojennym, jak i powojennym.

### Osiągnięcia przedwojenne (1927-1939)
Przed II wojną światową zawodniczki BKW wywalczyły łącznie 12 medali, w tym 4 , 7  i 1 .
- Drużynowe mistrzostwo Polski (w punktacji PZTW) – w latach 1936, 1938, wicemistrzostwo w 1934, 1935, 1937
- Mistrzostwo Polski czwórki ze sternikiem – w latach 1932, 1936, 1938, 1939

### Osiągnięcia powojenne (1946-1996)[4]
W latach 1946–1996 wioślarki BKW zdobyły 92 medale w regatach krajowych i międzynarodowych rangi mistrzostw świata oraz mistrzostw Polski: seniorów i juniorów, w tym 47 złotych , 24 srebrne  i 33 brązowe .
- Mistrzostwo Polski czwórki ze sternikiem – w latach 1945, 1946, 1948, 1972

| Impreza                     | ZŁOTO | SREBRO | BRĄZ |
| Mistrzostwa Świata juniorów | 1     |        | 2    |
| Mistrzostwa Polski seniorów | 12    | 5      | 12   |
| Mistrzostwa Polski juniorów | 30    | 12     | 18   |

### Osiągnięcia indywidualne
- Katarzyna Weinrauder – złoty  i brązowy  medal mistrzostw świata juniorek (1995, 1996), 10 medali mistrzostw Polski, w tym 9
- Agnieszka Tomczak – brązowy  medal mistrzostw świata juniorek (1992), od 1992 zawodniczka Bydgostii Bydgoszcz, uczestniczka Igrzysk Olimpijskich Sydney 2000, multimedalistka Mistrzostw Świata i Europy
- Joanna Kocikowska i Paulina Grzella – wicemistrzynie Europy juniorek (2016)[9], mistrzynie Polski juniorek (2016)
- Joanna Kocikowska, Anna Dojczman, Wiktoria Nowak i Karolina Wieczorkowska – mistrzynie Polski juniorek w czwórce bez sternika (2016)[3]
- Monika Kowalska – dwukrotna zwyciężczyni rankingu „Srebrnych wioseł”[3]